# Marcela Bednar
Marcela Bednar är en tysk kanotist.
Hon tog bland annat VM-guld i K-4 500 meter i samband med sprintvärldsmästerskapen i kanotsport 1998 i Szeged.